# Ronnie Hellström
Pour les articles homonymes, voir Hellström.
Ronnie Hellström (né le 21 février 1949 à Malmö et mort le 6 février 2022) est un footballeur international suédois.

## Biographie
Ce gardien de but mesurant 1,92 m, considéré comme l'un des meilleurs d'Europe à la fin des années 1970, est sélectionné en équipe de Suède à 77 reprises entre 1968 et 1980. Il participe ainsi à trois phases finales de coupe du monde en 1970, 1974 et 1978. 
Formé à Hammarby IF, Hellström évolue pendant dix saisons sous les couleurs du FC Kaiserslautern, avec lequel il dispute 266 matches de Bundesliga entre 1974 et 1984.

## Clubs
- 1966–1974 : Hammarby IF ( Suède)
- 1974–1984 : FC Kaiserslautern ( Allemagne)

## Palmarès

### En club
- Finaliste de la Coupe d'Allemagne en 1976 et 1981 avec le FC Kaiserslautern

### En équipe de Suède
- 77 sélections entre 1968 et 1980
- Participation à la Coupe du Monde en 1970 (Premier Tour), 1974 (Deuxième Tour) et 1978 (Premier Tour)

### Distinctions individuelles
- Élu meilleur joueur suédois de l'année en 1971 et en 1978